# Alexeï Tchoupov
 (octobre 2023).
Alexeï Tchoupov (en russe : Алексей Чупов), né le 23 mai 1973 à Moscou en Russie, est un cinéaste, réalisateur et scénariste russe. Il a reçu plusieurs récompenses pour son film Parties intimes, co-réalisé en 2013 avec Natalia Merkoulova.

## Biographie
Alexeï Tchoupov suit les cours d'histoire du cinéma mondial à l'université de Wake Forest en Caroline du Nord, aux États-Unis en 1992. Il est diplômé en 1995 de l'université d'État de Moscou M. V. Lomonosov, spécialisé dans le journalisme de télévision. En 2008, il suit les cours du réalisateur A. N. Mitta.
Il travaille comme journaliste pour les chaînes de télévision canal MTK, TVTS et Rossiya 1 et s'occupe de publicité et de relations publiques. Il est également l'auteur d'une série de documentaires historiques pour la chaîne Rossiya 1.
En 2013, il sort avec Natalia Merkoulova un 1er long métrage de fiction Parties intimes en tant que scénariste et réalisateur.
Toujours avec Natalia Merkoulova, il réalise en 2018 L'homme qui a surpris tout le monde. Ce film est présenté à Paris lors de la 16e semaine du nouveau cinéma russe.

## Filmographie

### Réalisateur
Il réalise en 2013 : Parties intimes, en 2017 : De l'amour 2 : Seulement pour adultes (Про любовь 2. Только для врозлых), en 2018 : L'homme qui a surpris tout le monde,en 2021 : Le capitaine Volkonogov s'est échappé (Капитан Волконогов бежал)

### Scénariste
Il écrit les scénarios en 2013 de Parties intimes, de Natalia Merkoulova, en 2017 de Gogol. Le Début, de Egor Baranov, en 2017 de Salyut 7 de Klim Chipenko, en 2018 de L'homme qui a surpris tout le monde, et en 2021 de Le capitaine Volkonogov s'est échappé (Капитан Волконогов бежал)

## Distinctions
Au Festival Kinotavr 2013,, son film Parties intimes est nommé Meilleur 1er film.
Il reçoit le Diplôme de la Guilde des critiques de cinéma russe.
Au Festival du cinéma russe à Honfleur 2018, il reçoit le Grand Prix de la Ville de Honfleur pour L'homme qui a surpris tout le monde